# Jávea
Jávea (cooficialmente en valenciano Xàbia y oficialmente Xàbia/Jávea) es un municipio de la provincia de Alicante, en la Comunidad Valenciana en España. Está situado en la costa norte de la provincia, en la comarca de la Marina Alta. Cuenta con una población de 30 131 habitantes (INE 2024).

## Geografía

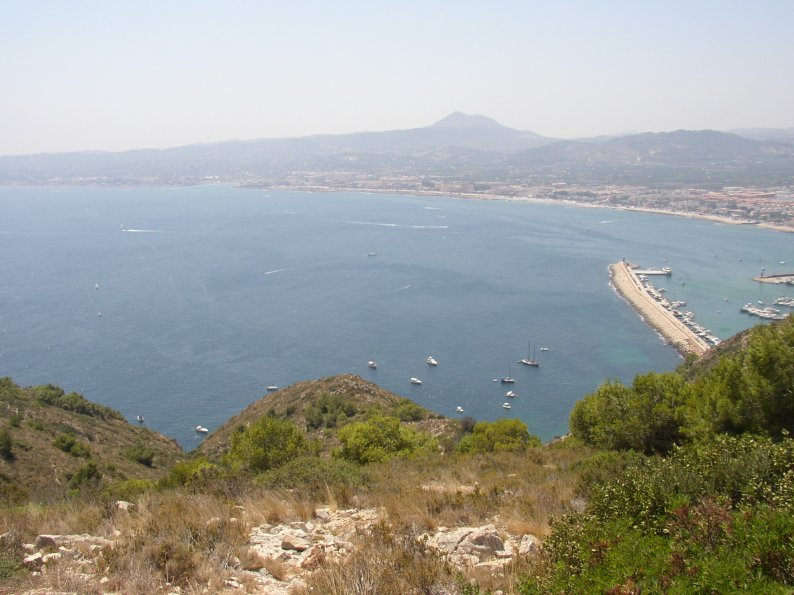
Jávea desde el cabo de San Antonio

En el norte de la provincia, se encuentra en la punta más entrante del mar de la costa este. Se encuentra a unos 90 km de Ibiza, siendo posible en los días claros, visualizar el perfil de la isla desde los dos cabos importantes del lugar.
El cabo más importante geográficamente es el cabo de la Nao, que representa la parte que más se adentra al este, en el mar de esta parte de España y de la península ibérica. Los otros cabos menores son el cabo Negro y el cabo de San Martín. Hay dos islas pequeñas: la isla del Portichol, frente a la playa de la Barraca, y la isla del Descubridor, frente a la playa nudista de Ambolo, isla que fue dada en honor de un javiense, que según se cuenta, estuvo en la expedición de Colón en el descubrimiento de América.
Existe un río que cruza de oeste a este de la comarca llamado Jalón o Gorgos. Es un río de evacuación de agua cuando llueve, ya que durante casi todo el año se encuentra seco. A diferencia de localidades cercanas como Denia u Oliva, Jávea posee una orografía variada, desde un valle entre el Montgó y las estribaciones del cabo de la Nao y el Pico de Benitachell, a la planicie baja de la Plana del Saladar y la alta planicie de Las Planas (cabo de San Antonio), playas, calas y montaña.

### Orografía
El Montgó es la cumbre más destacable y visual de la comarca, con sus más de 750 m de altura. Sirve muchas veces de parapeto de las borrascas que vienen del norte y colabora en gran medida con el mantenimiento del microclima local. En él está ubicado el cabo de San Antonio.

### Localidades limítrofes
Jávea limita con las localidades de Denia, Benitachell, Teulada y Gata de Gorgos, así como con las pedanías de La Jara y Jesús Pobre, ambas pertenecientes a Denia.

### Clima
El municipio disfruta de una temperatura agradable todo el año con una media que oscila los 18 °C. Es un lugar escogido por jubilados extranjeros para pasar el resto de su vida. El color verde es el que predomina en el paisaje. Aunque no llueve con mucha frecuencia Jávea posee mucha agua en su subterráneo. Uno de los posibles orígenes del nombre del municipio es Xábiga, del árabe, que quiere decir algo así como 'pozo' o 'aljibe', de la cantidad de estos elementos que poblaban el lugar.
Las lluvias se presentan con el régimen de precipitación mediterráneo, es decir, de muy intensas precipitaciones en muy poco tiempo, siendo los meses de septiembre, octubre y noviembre los de más lluvia. Estas precipitaciones típicas del mediterráneo se llaman "gota fría" en esta zona de España. A pesar de ello, Jávea es el segundo mejor microclima del mundo.

## Historia
En 1244, Denia capituló a favor del rey Jaime I de Aragón y Pere Eiximén Carrot, que dirigió la conquista de la Marina, llevó a cabo el repartimiento de esta zona. Pero la repoblación fue lenta y poco efectiva hasta que no finalizaron las revueltas musulmanas de Al-Azraq en 1279.
Las primeras noticias documentales que hablan de Jávea parten del rey Jaime II, fruto de la necesidad de reforzar las tierras del sur, ya que el siglo XIV comienza marcado por dos conflictos: la guerra con Castilla desde el 1296 y las razzias de los granadinos (1304-1308), con la ayuda de la población morisca del reino.
En 1397 se le otorga el título de villa con Consejo y término, pero continúa formando parte del Marquesado de Denia.
El siglo XV comienza con la recuperación y el aumento de la población, con un claro reflejo en el urbanismo.
En 1502 los brotes de peste eran relativamente habituales, pero parece que Jávea no fue muy afectada como lo demuestran los datos demográficos de que disponemos. En 1510, habitaban unas 930 personas ―la mayor población de la comarca― y un siglo después alcanzaba los 1800 habitantes. La mayor preocupación de la monarquía en el siglo XVI fue la "cuestión morisca", problema que acabó en el reinado de Felipe III con la expulsión de los moriscos en 1609, menguando la población de los valles interiores de la comarca.
Los frecuentes ataques de los piratas hicieron a los naturales de la villa adentrarse 2 km de la costa y amurallarse en un recinto que se mantuvo hasta 1877. Este recinto constituye el actual núcleo histórico que, en torno a la iglesia gótica de San Bartolomé, caracteriza hoy a Jávea con sus casas encaladas, enrejados de hierro y dinteles labrados en una porosa tierra dorada llamada "tosca".
Jávea participó en la guerra de sucesión española (1702-1713) junto al bando borbónico, por lo cual obtuvo a cambio una serie de privilegios que la impulsarán demográfica y económicamente a lo largo de la centuria, por delante del resto de la comarca, partidaria del bando austracista. Junto con los títulos honoríficos (Lealísima y Real) obtendrá para el puerto una concesión de exportación de mercancías y frutos del país. Esto, unido a su situación, a resguardo de los temporales, y su capacidad para embarcaciones de gran tonelaje, convertirán al puerto en el activador de la economía local, primero con la importación de trigo y después con el comercio de la pasa.
La economía de la población, eminentemente agrícola, se basaba en los cultivos de secano: trigo, almendro, viña, algarrobo y olivo. El trigo fue el más importante, tanto el local como el importado de Sicilia. Su transformación en harina provocó el desarrollo de la molinería, como es el caso de los molinos de viento de La Plana y los de agua de Les Barranqueres. Cabe destacar la creciente importancia de la elaboración y comercialización de la pasa que culminará en el siglo XIX.
Entre 1810 y 1812 transcurre la guerra de Independencia, con diferentes incursiones en la villa de Jávea por parte de las tropas acuarteladas en el castillo de Denia. A partir de la segunda mitad del siglo XIX, la producción, elaboración y exportación de pasa se convertirá en el motor de la modernización gracias a un fuerte aumento de la demanda de los mercados nordeuropeos y americanos que llevan a la aparición de una burguesía mercantil local.
En pleno siglo XX, en la década de los 1960, Jávea se convierte en un destino turístico al igual que el resto del Levante español.

## Demografía
Jávea cuenta con una población de 30 131 habitantes (INE 2024).
| Gráfica de evolución demográfica de Jávea entre 1842 y 2021 |
| |
| Población de derecho según los censos de población del INE Población de hecho según los censos de población del INEEn estos censos se denominaba Jávea: 1842, 1857, 1860, 1877, 1887, 1897, 1900, 1910, 1920, 1930, 1940, 1950, 1960, 1970 y 1981 |

| Nacionalidad | Hombres | Mujeres | Total  | %      | Proporción |
| ------------ | ------- | ------- | ------ | ------ | ---------- |
| Española     | 8005    | 8093    | 16 098 | 56.0 % |            |
| Extranjera   | 6341    | 6292    | 12 633 | 43.9 % |            |

| País                 | Hombres | Mujeres | Total | %       | Proporción |
| -------------------- | ------- | ------- | ----- | ------- | ---------- |
| Reino Unido          | 2453    | 2511    | 4964  | 39.3 %  |            |
| Colombia             | 440     | 429     | 869   | 6.9 %   |            |
| Marruecos            | 558     | 291     | 849   | 6.7 %   |            |
| Alemania             | 344     | 414     | 758   | 6.0 %   |            |
| Venezuela            | 213     | 236     | 449   | 3.6 %   |            |
| Francia              | 208     | 218     | 426   | 3.4 %   |            |
| Rusia                | 118     | 170     | 288   | 2.3 %   |            |
| Italia               | 139     | 131     | 270   | 2.1 %   |            |
| Pakistán             | 165     | 74      | 239   | 1.9 %   |            |
| Rumania              | 81      | 99      | 180   | 1.4 %   |            |
| Ucrania              | 65      | 84      | 149   | 1.2 %   |            |
| China                | 72      | 69      | 141   | 1.1 %   |            |
| Polonia              | 58      | 74      | 132   | 1.0 %   |            |
| Ecuador              | 63      | 41      | 104   | 0.8 %   |            |
| Argentina            | 62      | 41      | 103   | 0.8 %   |            |
| Uruguay              | 46      | 39      | 85    | 0.6 %   |            |
| Bulgaria             | 34      | 37      | 71    | 0.5 %   |            |
| Brasil               | 9       | 24      | 33    | 0.2 %   |            |
| Portugal             | 13      | 14      | 27    | 0.2 %   |            |
| Cuba                 | 14      | 10      | 24    | 0.1 %   |            |
| Argelia              | 12      | 8       | 20    | 0.1 %   |            |
| Perú                 | 5       | 13      | 18    | 0.1 %   |            |
| Bolivia              | 8       | 9       | 17    | 0.1 %   |            |
| Chile                | 6       | 5       | 11    | 0.08 %  |            |
| Paraguay             | 3       | 7       | 10    | 0.07 %  |            |
| Senegal              | 6       | 4       | 10    | 0.07 %  |            |
| República Dominicana | 4       | 4       | 8     | 0.06 %  |            |
| Nigeria              | 0       | 1       | 1     | 0.007 % |            |

### Idiomas
Son lenguas oficiales el español y el valenciano, muy extendido entre la población natural del lugar. El inglés es la lengua extranjera más hablada, ya que Jávea cuenta con una población de unos 6000 británicos residentes al año, la más elevada de la Comunidad Valenciana. El alemán ocupa el segundo puesto de lengua extranjera (unos 2000 residentes), muy por delante del neerlandés, francés, italiano y ruso. Se nombran unas 85 nacionalidades con representantes viviendo al año en Jávea.

## Economía
La históricamente la economía de la localidad de Jávea ha estado basada en el sector primario, fundamentalmente en la agricultura y la pesca. En la segunda mitad del siglo XX la localidad fue parte del desarrollo turístico español, formando parte de la llamada Costa Blanca y haciendo del turismo de "de sol y playa" su motor económico principal dando prioridad al sector de servicios en el conjunto económico.

### Sector primario
El sector primario se ha basado históricamente en la agricultura y la pesca complementado por la ganadería y la minería, estando esta centrada en la explotación de la llamada piedra tosca, travertino, de la que está formado, prácticamente, todo su litoral.

#### Agricultura

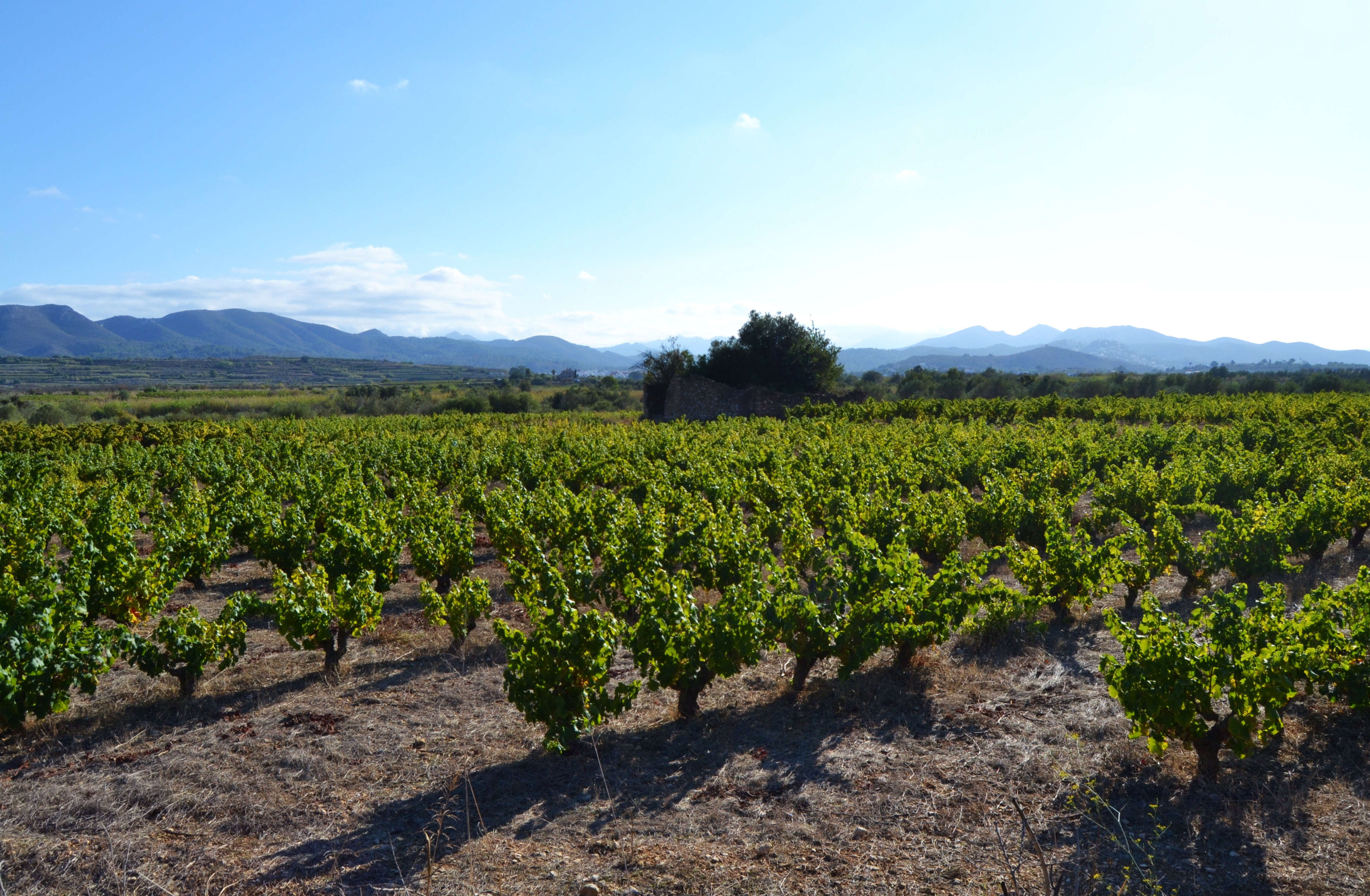
Viñedos en el municipio

Junto a la pesca el motor económico del municipio ha sido, históricamente, la agricultura. La producción de uva pasa, exportada a los países anglosajones, fue el elemento fundamental de la economía de toda la comarca de la Marina alta. A mediados del siglo XIX se dio el punto álgido de esta producción que decayó a principios del siglo XX por la competencia de la uva pasa de Corinto y la plaga de la filoresa que acabaron con las vides se dejó de producirse. Para la elaboración de la uva pasa se construyeron edificios destinados a la maduración de la misma que se denominan riuraus y naias todavía visibles en los campos de la comarca. Para la elaboración de la uva pasa se extendida la uva en cañizos para su secado que se cobijaba en construcciones rectangulares de mampostería común y piedra tosca, con grandes arcadas o ulls y techo de cañizo. La uva también se utilizaba para la elaboración de mistela o moscatel, vino muy sabroso y dulce y estaba organizada mediante una cooperativa que desapareció en 1980.
Junto a la uva se cultivaba trigo, muchos campos de trigo dejaron pasos a los viñedos en el punto álgido de la producción de uva pasa, y posteriormente, a mediados del siglo XX, se comenzó a cultivar cítricos, principalmente naranjos, que gracias a la gran riqueza acuífera que tenía el subsuelo y a un mantenimiento menor de mano de obra. Este tipo de plantación usa, desde hace mucho tiempo, el método de riego por goteo, que distribuye con mejor mesura la cantidad necesaria del agua que consume cada árbol (alrededor de unos 100 litros).

#### Pesca
La pesca sigue siendo una de las fuentes de ingreso, gracias en parte, por el puerto natural situado bajo las estribaciones del cabo San Antonio. Jávea cuenta una gran tradición marinera, tiene lonja propia donde descargan barcos de pesca de otras localidades costeras, de incluso, de Cádiz. 
La actividad pesquera complementa la oferta gastronómica dentro de la oferta turística que ofrece el municipio.

#### Ganadería

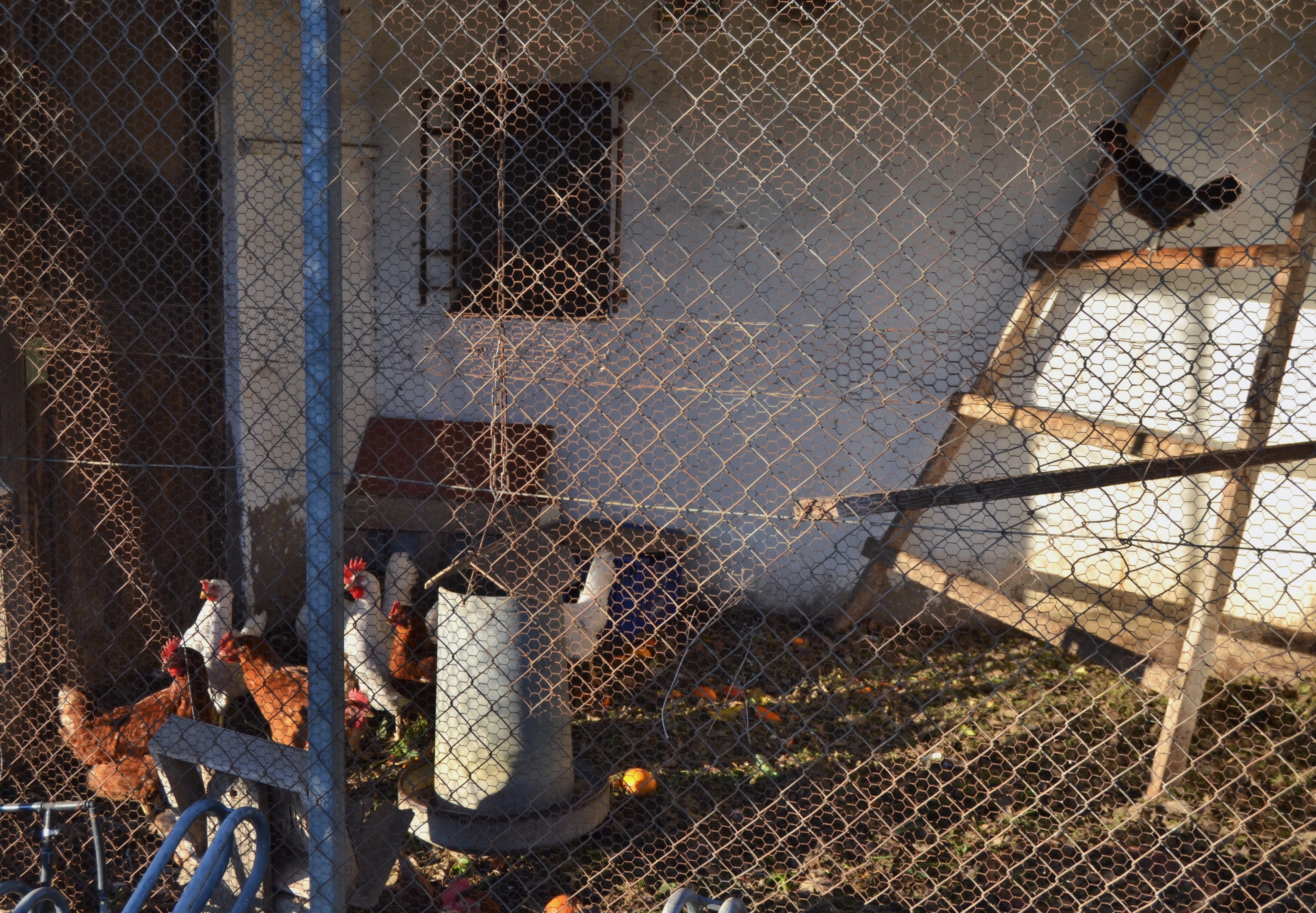
Gallinero

La ganadería local nunca ha llegado a ser importante, debido a la poca práctica de esta. Los animales más extendidos son los ovinos: ovejas y cabras, que en antaño, los pastores, vendían la leche allí por donde pasaban a petición de las gentes que los veía durante el pastoreo. Aunque Jávea tiene una gran extensión, no toda ella podía ser usada como pasto, llegando a hoy en día la existencia de dos o tres pastores que por "herencia" poseen rebaños que no llegan a más de 100 cabezas. La cría de gallinas y conejos es casi a nivel familiar.

#### Minería
Prácticamente los 20 km de longitud de la costa de Jávea están constituidos por piedra tosca (toba calcárea o Travertino) que ha sido explotada desde la antigüedad. El travertino es una piedra de color dorado y fácil de trabajar. Se trata de una roca arenisca calcárea formada de dunas de playa hace unos cien mil años. Las piezas obtenidas conservan los estratos de la duna, los llamados llavades y las fisuras, denominadas pels. Los trabajadores de estas canteras eran llamados arrancadors y las canteras o yacimientos pedreres o toscars.
La mayor parte de los edificios históricos de la localidad están realizados cone ste tipo de piedra que se extraían de las dos grandes zonas de explotación, del Muntanyar 1 o de Dalt, el área costera que va desde el puerto hasta la playa del Arenal y el Montanyar 2 o de Baix, que va desde el final de la playa del Arenal al Cap Prim.
Hay constancia de explotación de la piedra tosca desde la época romana. En 1972 se optó por parar la extracción para la conservación del paisaje costero. Junto a los pedreres de los Montanyares se explotó también el yacimiento ubicado en la Cova Tallada, situada al pie de los acantilados del Cabo de San Antonio, donde se han hallado restos de explotación realizados en época andalusí.
La prohibición de la explotación en 1972 constituyó el fin de esta industria quedando integrados sus restos en la cultura etnográfica de la localidad.

### Sector secundario
Históricamente ha venido existiendo una industria tradicional basada en la producción del sector primario. Existieron fábricas de escobas y pinceles de palma, de productos de esparto, ropa de lana e incluso una embotelladora de agua. Empresas como la Exportadora Levantina, dedicada a la fabricación de cortadillos de azúcar, constituyeron un tejido industrial básico que se vino a agrandar con los servicios de telecomunicaciones que se prestaron en la localidad al establecerse en ella en 1860 la estación telegráfica que enlazaba la Península con Ibiza mediante un cable submarino. Se enlazaba mediante un cable submarino Jávea con las localidad ibicenca de Jávea-San José.

### Sector servicios
El sector servicios está centrado en el turismo. Es el motor económico actual de la localidad y el que proporciona los mayores ingresos de su población. La población de Jávea tiene un importante componente vacacional, incluso de extranjeros, ya jubilados o pensionistas, que han fijado su residencia permanente en la localidad, lo que hace que los aportes exteriores sean importantes.

#### Turismo

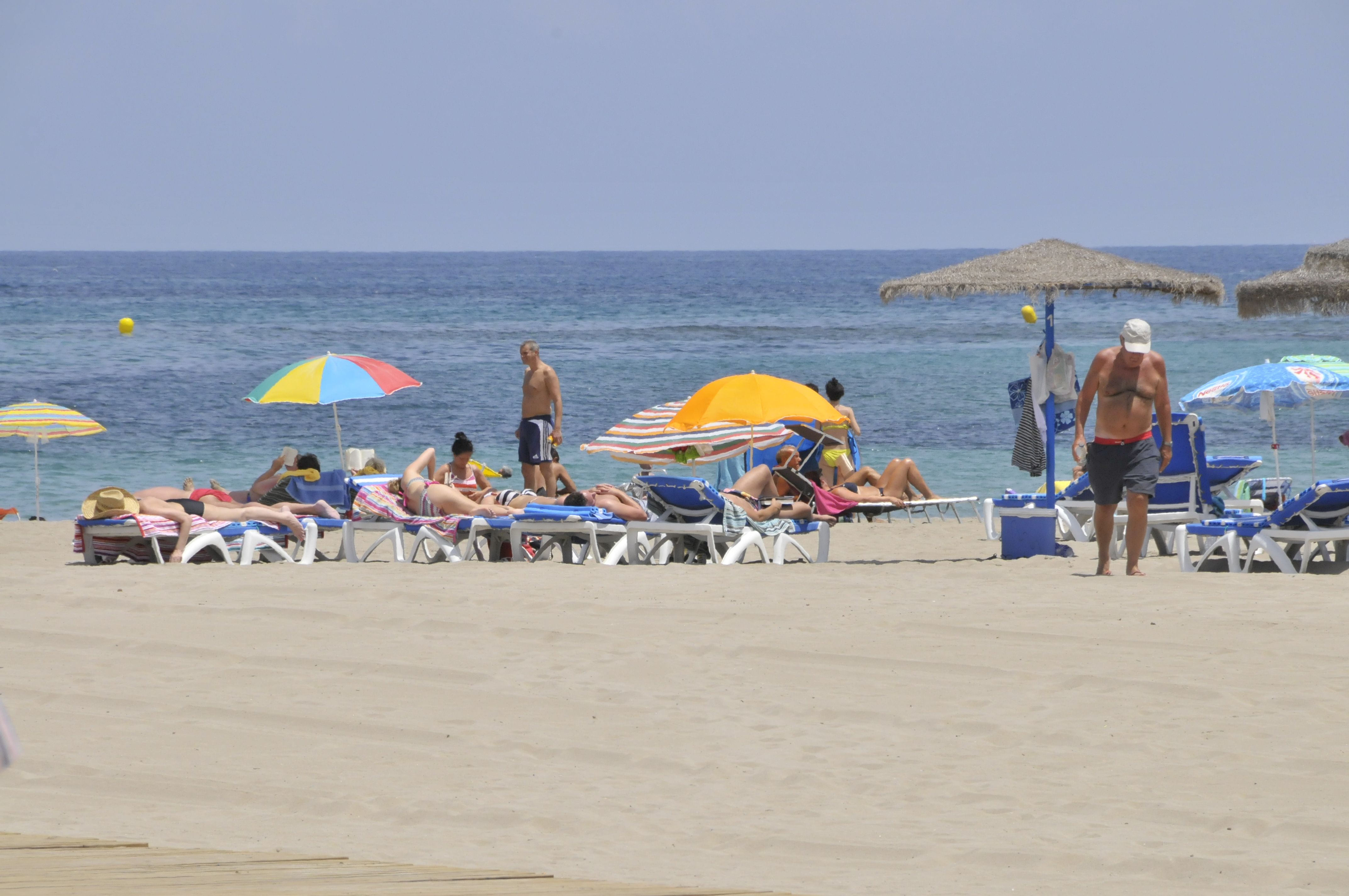
Turismo de playa en Jávea

Actualmente, el turismo es el motor de la economía local, apoyándose principalmente sobre el sector hiperactivo de la construcción y de las actividades inmobiliarias en general. La población de Jávea crece a un ritmo notable, principalmente proviniendo del norte de Europa en lo que residentes al año de bastante alto poder adquisitivo se refiere, aunque una muy fuerte inmigración desde Marruecos o los países sudamericanos tuvo lugar estos últimos años, como fuerza de trabajo. Se estima que la población alcanza unos 150 000 habitantes en verano, aunque el turismo tiende a frecuentar Jávea todo el año. Numerosas actividades se desarrollan alrededor de estos movimientos de población: restauración, hostelería y actividades deportivas y lúdicas variadas.
El turismo se inició a mediados de los años 1960 gracias a la creación de un Parador de Turismo. Se habilitó como punto central la playa del Arenal, la única de este material, aunque existe una gran variedad de playas formado de distintos materiales: grava, tosca, piedra, roca. Esta variedad, hace que el bañista pueda disfrutar de varias opciones al ir a la playa, desde el descanso de la arena, hasta el buceo y submarinismo que ofrece las playas de tosca y calas, donde se puede disfrutar del paisaje marino.

### Evolución de la deuda viva municipal
El concepto de deuda viva contempla solo las deudas con cajas y bancos relativas a créditos financieros, valores de renta fija y préstamos o créditos transferidos a terceros, excluyéndose, por tanto, la deuda comercial.
| Gráfica de evolución de la deuda viva del ayuntamiento entre 2008 y 2014                             |
| |
| Deuda viva del ayuntamiento en miles de Euros según datos del Ministerio de Hacienda y Ad. Públicas. |

La deuda viva municipal por habitante en 2014 asciende a 917,57 €.

## Administración y política
| Periodo   | Nombre                                                     | Partido                       |
| --------- | ---------------------------------------------------------- | ----------------------------- |
| 1979-1983 | Enrique Bas Espinos                                        | PSPV-PSOE                     |
| 1983-1987 | Enrique Bas Espinos                                        | PSPV-PSOE                     |
| 1987-1991 | Enrique Bas Espinos                                        | PSPV-PSOE                     |
| 1991-1995 | Juan Bautista Moragues Pons                                | PP                            |
| 1995-1999 | Juan Bautista Moragues Pons                                | PP                            |
| 1999-2003 | Eduardo Julián Monfort Bolufer Jaime Sapena Gual           | CDS-UC PP                     |
| 2003-2007 | Juan Bautista Moragues Pons Eduardo Julián Monfort Bolufer | PP BLOC - Centristes de Xàbia |
| 2007-2011 | Eduardo Julián Monfort Bolufer                             | BLOC - Centristes de Xàbia    |
| 2011-2015 | José Francisco Chulvi Español                              | PSPV-PSOE                     |
| 2015-2019 | José Francisco Chulvi Español                              | PSPV-PSOE                     |
| 2019-2023 | José Francisco Chulvi Español                              | PSPV-PSOE                     |
| 2023-act. | Rosa Cardona Vives                                         | PP                            |

## Centros educativos
Jávea cuenta con siete centros educativos de educación infantil y primaria:
- C.P. Graüll.
- CEIP Mediterrània.
- Colegio de enseñanza concertada María Inmaculada Jávea.
- C. P. Trenc de Alba.
- C. P. Puerto de Jávea.
- C. P. El Arenal.
- Colegio Internacional de Jávea.

Y 4 centros educativos de educación secundaria:
- IES Antoni Llidó
- Colegio de enseñanza concertada María Inmaculada Jávea.
- IES núm.1 Jávea.
- Colegio Internacional de Jávea.

## Monumentos y lugares de interés
En territorio municipal de Jávea se encuentran diferentes monumentos y lugares de interés, tanto culturales como naturales.

### Monumentos civiles y lugares de interés
- Molinos de la Plana en la estribación del monte Montgó hacia el cabo de San Antonio, en el corazón del parque natural y mirando al sur, sobre el núcleo urbano de Jávea, se levantan los restos de once molinos de viento. Se tiene constancia de su existencia desde el siglo XV siendo uno de ellos datado en el siglo XIV y el resto en el siglo XVIII. Son edificaciones cilíndricas de unos 6 metros de diámetro y 7 de altura que estaban dotados de un tejado cónico que portaba un juego de aspas que, mediante un eje horizontal, movían las piedras de la molienda. Constaban de dos plantas, la primera era utilizada como almacén y sobre ella, sostenida por una bóveda de sillería en piedra tosca, la superior donde se ubicaba el mecanismo de molienda.

Se molía, fundamentalmente, trigo y el viento que los movía es el denominado "lebeche". A finales del siglo XIX, en el año 1873, se derriban las murallas de Jávea y la población urbana se extiende. Con ella el hacer panadero que va acercando a sus panaderías las moliendas quedando los molinos, poco a poco, en desuso y abandonados. Otro molino destacable es el Molí de la Safranera datado en 1850.
En la actualidad solo quedan las estructuras cilíndricas, aunque el ayuntamiento de Jávea en 2024 tenía la intención de la restauración y recuperación de los tres que son de su propiedad.
- Restos de murallas y sistema defensivo El núcleo urbano de Jávea, distante 2km del puerto, estaba rodeado de murallas con torres cantoneras desde el siglo XIII. A finales del siglo XV se planteó la ampliación del recinto amurallado modificándose a principios del siglo siguiente el cual se dotó de tres puertas, el Portal de San Vicent o de la Ferrería, Portal del Clot o de Sant Jaume y Portal de la Mar dotadas de guarnición de defensa con artillería. Desde la puerta de Sant Jaume se veían las torres de vigía que avisaban de los ataques de piratas. En 1805 se abrió una cuarta puerta, la puerta del Portal Nou. Entre 1868 y 1873 se demolieron los muros dejando solamente alguna puerta y transformando las calles de ronda en calles del entrado urbano. El espacio intramuros era de unas 4,38 ha. en un primer momento que subió a 6,61 ha tras la ampliación de las murallas cuyo perímetro aumento en 955 metros. Se construyeron cinco torres redondas que flanqueaban los tres accesos a la villa que fueron artilladas. Las puertas se abrían a la salida del sol y se cerraban a las diez de la noche.

Se han dejado al descubierto algunos restos, paramentos de 60 cm de altura, de la llamada “muralla de arriba” que corresponden al muro y tres contrafuertes ataludados que formaban una especie de barbacana o antemuro que fueron añadidos en 1805. Son muros de mampostería de piedra calcárea trabada con mortero de cal con bloques de piedra tosca en la parte frontal de los contrafuertes ataludados.
El sistema defensivo de la villa de Jávea, que sufría frecuentes ataques de los piratas berberiscos, estaba formado por la muralla y un conjunto de torres de vigilancia situadas en el litoral que, mediante señales, se hacía correr una señal luminosa (se encendía una antorcha) que pasaba de torreón a torreón hasta llegar a la iglesia del pueblo que daba la señal de alarma con sus campanas, comunicaban el peligro de ataque a la población. De esas torres de vigilancia, datas en el siglo XVI, se han conservado dos, la torre de vigía de Ambolo, dentro de una propiedad privada, y la torre de vigía del Portichol, situado al lado de la carretera de descenso a la playa de la Barraca. Junto a ellos, otra pieza clave del sistema fue el Castell de la Granadella, una pequeña fortaleza en forma de herradura que se construyó en 1739 sobre una torre anterior del siglos XV. Se conservan los restos de un aljibe de planta rectangular que daba servicio a una guarnición de 3 hombres armados con 2 cañones de bronce. La pequeña fortaleza fue destruida por las tropas inglesas durante la Guerra de la Independencia.
- Mercado municipal de abastos El mercado de abastos se alza sobre el solar que ocupó el convento de las Agustinas Descalzas fundado en 1633. Durante a guerra civil española de 1936-1939 el edificio fue destruido, tras la contienda se decidió la construcción del mercado de abastos en dicho solar. La decisión la tomó la corporación presidida por el alcalde Jaime Cruañez. Se inauguró el 4 de agosto de 1946 con la asistencia del gobernador civil y el presidente de la diputación de Alicante.

El edificio esta realizado en neogótico, encajando perfectamente en el entorno. Destacan en el interior los grandes arcos ojivales sobre los que descansa la cubierta a dos agua y el las fachadas las ventanas góticas, todo ello realizado en piedra tosca. 
- Casa consistorial el edificio de la casa consistorial, con una excelente fachada neoclásica, está levantado sobre el solar donde se ubicaba la necrópolis cristiana de El Fossar utilizaba entre los siglos XIV y XV. En 1602 se edificó la ermita de San Cristóbal y en 1776 se levantó, embebiendo la ermita, el edificio de la casa consistorial. El recinto de la ermita, integrado en el del ayuntamiento, sirvió para varios usos no religiosos, como escuela pública, y acabó siendo una capilla dedicada a la Virgen de los Desamparados hasta 1890 que se integró físicamente en el edificio consistorial. Se mantuvieron los cinco arcos que formaban el pórtico, conocidos como porxens que formaban una lonja abierta donde se realizaba el mercado, aunque cuadro de ellos acabaron cegados mientras que uno sirve de paso entre la Plaça de Baix con la de l´Església. En el último cuarto del siglo XX se le añadió una segunda planta. [15]

- La casa-palacio de Antoni Banyuls El edificio de la casa-palacio donde se ubican las instalaciones del Museo Arqueológico y Etnográfico Municipal “Soler Blasco” lo mandó construir en la primera mitad del siglo XVII, entre 1630 y 1636, el mayordomo de los reyes Felipe III y Felipe IV, Antoni Banyuls. Es un edificio de tres plantas y sótano, que hacía las funciones de bodega, con una fachada en sillería de piedra tosca terminada con una logia o mirador formada por una secuencia de arcos de medio punto separados por pilastras toscanas, concluyendo con un alero saliente. El acceso se realizaba por una portada formada por un arco de medio punto que daba paso al zaguán de donde se accedía a las salas funcionales, el patio y la escalera que sube a la primera planta, la principal. El la planta principal se ubicaban los dormitorios, el comedor y el despacho. Las ventanas que daban a las calles estaban protegidas por cortejadores. El interior del edificio fue muy modificado en la segunda mitad del siglo XIX. En esta reforma se conservó la pavimentación original con baldosas de barro y "mocadorets" en verde y blanco. La puerta de acceso se encuentra centrada respecto a la calle que se dirige a la plaza de la iglesia y no respecto a la facha principal.[16]

- Casa del cable En 1860 se realiza la instalación del cable telegráfico submarino entre la península ibérica y las islas Baleares. La distancia más corta entre estos dos emplazamientos se da entre Jávea y la localidad ibicenca de San José donde llegaba a Port Roig y el cable instalado recorría de 113 km bajo el mar. Para el punto de conexión de dicho cable telegráfico se construyó en el barrio de Aduanas, en la orilla del mar, la estación telegráfica que se conoció con el nombre de "Casa del cable". El cable submarino sufrió diferentes averías como la ocurrida en 1870. El servicio se mantuvo hasta la década de los años 1950 donde se dio de baja definitivamente.

En las instalaciones destinadas a la estación telegráfica se adecuó un oratorio o capilla que daba servicio religioso al barrio marinero dedicado a Nuestra Señora de Loreto. La importancia estratégica de la estación de telecomunicaciones obligó en varias ocasiones a su guarda por el ejército.
El edificio, originalmente de planta cuadrada de 9 metros de lado, de dos pisos y con cubierta a cuatro aguas, fue modificado añadiéndole una terraza sustentada por cuatro columnas realizadas en piedra tosca. En la planta baja se ubicaban las instalaciones técnicas mientras que en la superior se encontraban las habitaciones y una estancia de servicios. A su lado, adosado en la parte sur, se construyó un anexo de una sola planta cubierto a dos aguas, para dar servicio de almacenes y otros espacios domésticos auxiliares.
Tras el cese de la actividad técnica quedó en desuso y se fue deteriorando y a inicios del siglo XXI el Ayuntamiento de Jávea lo reconstruyó, dejando los elementos arquitectónicos singulares y convirtiéndolo en un centro cultural y sala de exposiciones. Varios elementos técnicos utilizados en la instalación pasaron al museo de Jávea.
- Restos romanos La ocupación romana de las tierras que conforman actualmente el municiìo de Jávea fue iniciada a finales del siglo III antes de nuestra era romanizando a los íberos que habitaban dichas tierras. Entre los siglos I y II de nuestra era se establecieron en varios puntos, principalmente en las zonas del Pla y de Les Valls, explotaciones agrícolas nucleados alrededor de villas que se dedicaban, principalmente, al cultivo de la vid y producción vinícola. También hay constancia de la explotación minera de la piedra tosca y la producción salazones y del garum, salsa de pescado muy apreciada por los romanos.

Baños de la Reina
En Punta Arenal, en la conocida popularmente como "Cala del ministro" se encuentra el yacimiento de "Baños de la Reina", los restos de un asentamiento comercial que se destinaba a la elaboración de salazones y que datan del siglo I antes de Cristo. Son depósitos excavados en la roca, en la piedra tosca, comunicados con el mar y que mantuvo su actividad hasta el siglo II. El yacimiento fue encontrado en 1963 en el transcurso de las obras de construcción de una casa. Fue excavado en 1964 y se encontraron varios restos de época romana. A su lado se ha hallado una necrópolis de romana con unos 800 enterramientos.
Acequia de la noria
En el Segundo Montañar, cerca de la «Punta del Castell» hay una serie de depósitos comunicados entre sí y con el mar y una canal artificial de unos 100 metros de longitud y unos tres o cuatro metros de profundidad, que se adentra en tierra hasta una zona llana y baja conocida por «Las Salinas», por el uso que tuvo en la antigüedad. Aunque algunos investigadores le han dado un origen griego o púnico, la tesis más plausible es el del origen romano, fundamentada principalmente en la existencia de otras factorías romanas dedicadas a la conserva del pescado. Se ha asociado el canal a las salinas vecinas que producían la sal necesaria para el proceso de conserva y salazón. Se estima que las instalaciones estuvieron en funcionamiento desde el siglo I al III. 
- Plaza del mestre tosquer Vicent de Gràcia anteriormente Jardín de Loreto, se ubica en el solar donde estuvo la capilla de la Virgen de Loreto de donde tomó el nombre. Ese antiguo edificio religioso se comenzó a construir el 1 de diciembre de 1556 en un solar donado por Lluís Sapena, junto a la puerta de la Mar. La capilla debió tener, según describe Pascual Madoz en su Diccionario, un pórtico de tres naves con ocho columnas que se utilizaba para dar clases a los niños del pueblo. La descripción la completa Roc Chabàs describiendo la capilla como "un edificio cuadrangular, cubierto por una bóveda, sustentada por columnas que formaban dos naves de estilo mudéjar”. La capilla dba servicio al entorno y desde finales del siglo XVII se formó fuera de las murallas, el Raval de la Mar, sirviendo de lugar de enterramientos para ellos.

El 12 de agosto de 1881 se produce un derrumbamiento de una de sus bóvedas que mata a una persona. Debido al mal estado del edificio se acuerda derruirlo. En el solar se creó, poco más tarde, el primer jardín público de Jávea. En 1923 se construye un monumento en recuerdo a la Virgen de Loreto, lo hizo Vicent Bisquert Riera, conocido popularmente como Vicent de Gràcia, tiene forma de fuente y sobre una pieza de piedra procedente de una almazara se colocó la imagen de la virgen. En el segundo decenio del siglo XXI ponden su nombre a la plaza.
- Ca Lambert edificio urbano construido en 1857 de estilo "academicista" por la familia Tena perteneciente a la burguesía agrícola de Jávea dedicada al comercio de la uva pasa. En él se ubicó a principios del siglo XX la farmacia de Tena que se mantuvo activa hasta finales de los años 1980. Adquirido y rehabilitado por el ayuntamiento par destinarlo al equipamiento cultural de la villa se complementó con otros dos edificios vecinos que mantienen las características del antiguo parcelario tardo-gótico: solares de poco más de 30 m², así como algunos elementos arquitectónicos antiguos, probablemente del siglo XVI, como una entrada en arco de medio punto y una ventana de piedra.

### Monumentos religiosos

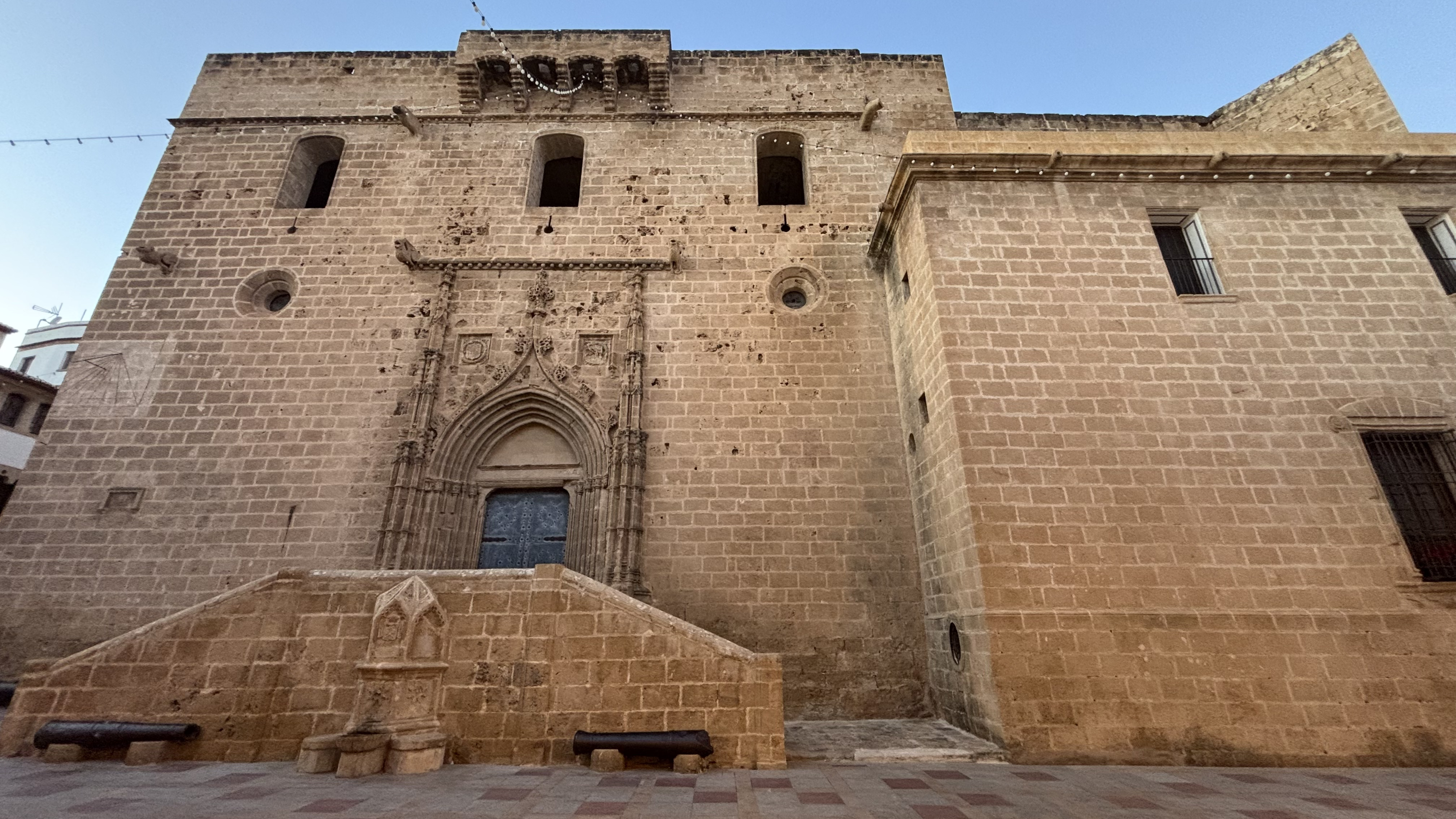
Plaza de la Iglesia y fachada lateral de la iglesia de San Bartolomé

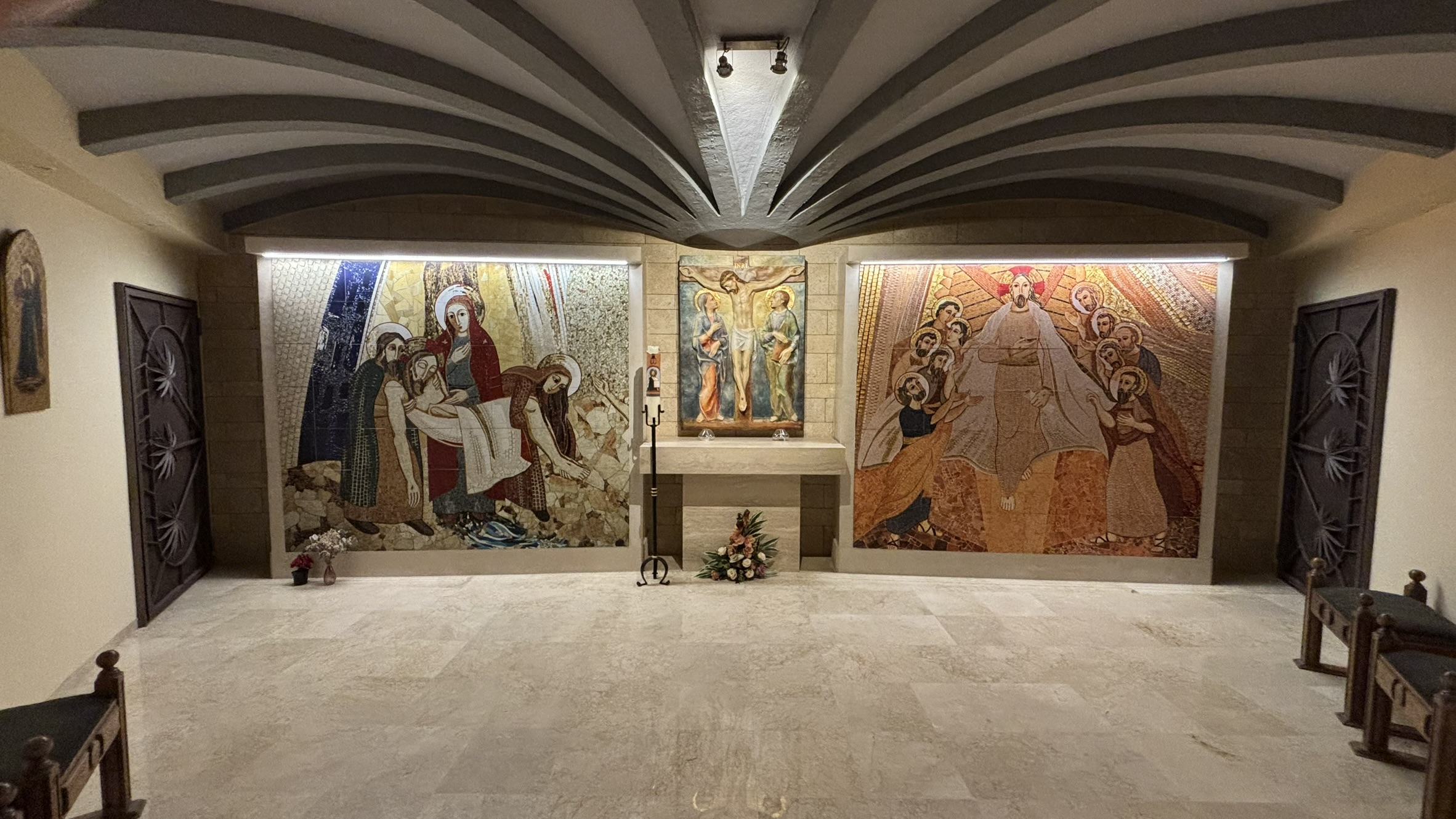
Cripta columbario.

- Iglesia de San Bartolomé (Bien de Interés Cultural) situada en el centro del núcleo urbano, fue declarado Monumento Artístico Nacional en 1931. Es un edificio de estilo gótico isabelino que data del siglo XVI, tiene una estructura que le da aspecto de fortaleza por su forma cuadrada y sus contrafuertes internos. Su campanario se alza sobre los edificios del pueblo y se puede ver desde cualquier parte de la comarca.

En el siglo XIV se construyó el presbiterio que forma el ábside de la única nave de la que consta el templo, de estilo gótico levantada en el siglo XVI, en 1513, bajo la directriz del maestro cantero Domingo de Urteaga. Tiene una única nave a la cual se le han añadido capillas laterales, tres al lado del evangelio y dos al de la epístola, enmarcadas por los contrafuertes sobre las que corre el triforio con pequeños arcos conopiales abiertos hacia el interior y ventanales al exterior. En el lado norte se añadió en el siglo XVI la llamada sacristía Vella y en el siglo XVII la Nova. La capilla de la Comunión se levantó a mediados del siglo XIX. La nave se cubre con bóvedas estrelladas lo mismo que el ábside. Bajo el suelo de las capillas hay criptas que sirvieron de enterramiento para algunas de las familias relevantes de la localidad, también hay sarcófagos y otros tipos de enterramientos repartidos por el templo.
Adosado al muro norte, junto al ábside, se alza el campanario levantado en 1659. La torre de planta cuadrada tiene también una estructura defensiva y tenía la finalidad de servir como torre de vigilancia que se comunicaba con el sistema de torres de vigía esparcido por el litoral para prever las amenazas de los piratas que atacaban la villa con relativa asiduidad.
La obra, realizada en sillería de piedra tosca, tienen elementos defensivos que atestiguan la utilización del edificio como elemento defensivo. Sobre las puertas de acceso se yerguen grandes matacanes, el almenado del perímetro de la cubierta y campanario (solo se conserva este último) o las saeteras en los muros. Sobre las puertas de acceso se ubican los escudos de Bernardo Sandoval Roxas, a la izquierda, y Mendoza y su mujer Francisca Enríquez y Luna, a la derecha, complementado con elementos decorativos a base de hojas de cardo y bolas. Se han situado alrededor del templo cinco antiguos cañones de hierro fundido procedentes del castillo de la Fontana y de Sant Jordi.
- Iglesia parroquial parroquial de Nuestra Señora de Loreto o Parroquia del Mar. Está situada en el barrio de Duanes de la Mar y fue realizada en los años 1960, se inauguró el 3 de junio de 1967, sobre una capilla que se había levantado en 1914 en honor a Nuestra Señora de Loreto por donación de Josefa Mas Escoto quien también construyó a su vera una escuela. El edificio es una original obra realizada en hormigón armado diseñada por estudio de arquitectura GO-DB compuesto por los arquitectos Fernando Martínez García-Ordóñez, Dexeus Beatty, Bellot Port, Herrero Cuesta y el ingeniero Claudio Gómez Perretta. Está considerado uno de los edificios religiosos más originales e interesantes y se ve como una gran escultura. Muestra la vanguardia de la época y renovación estética vinculada al Concilio Vaticano II.

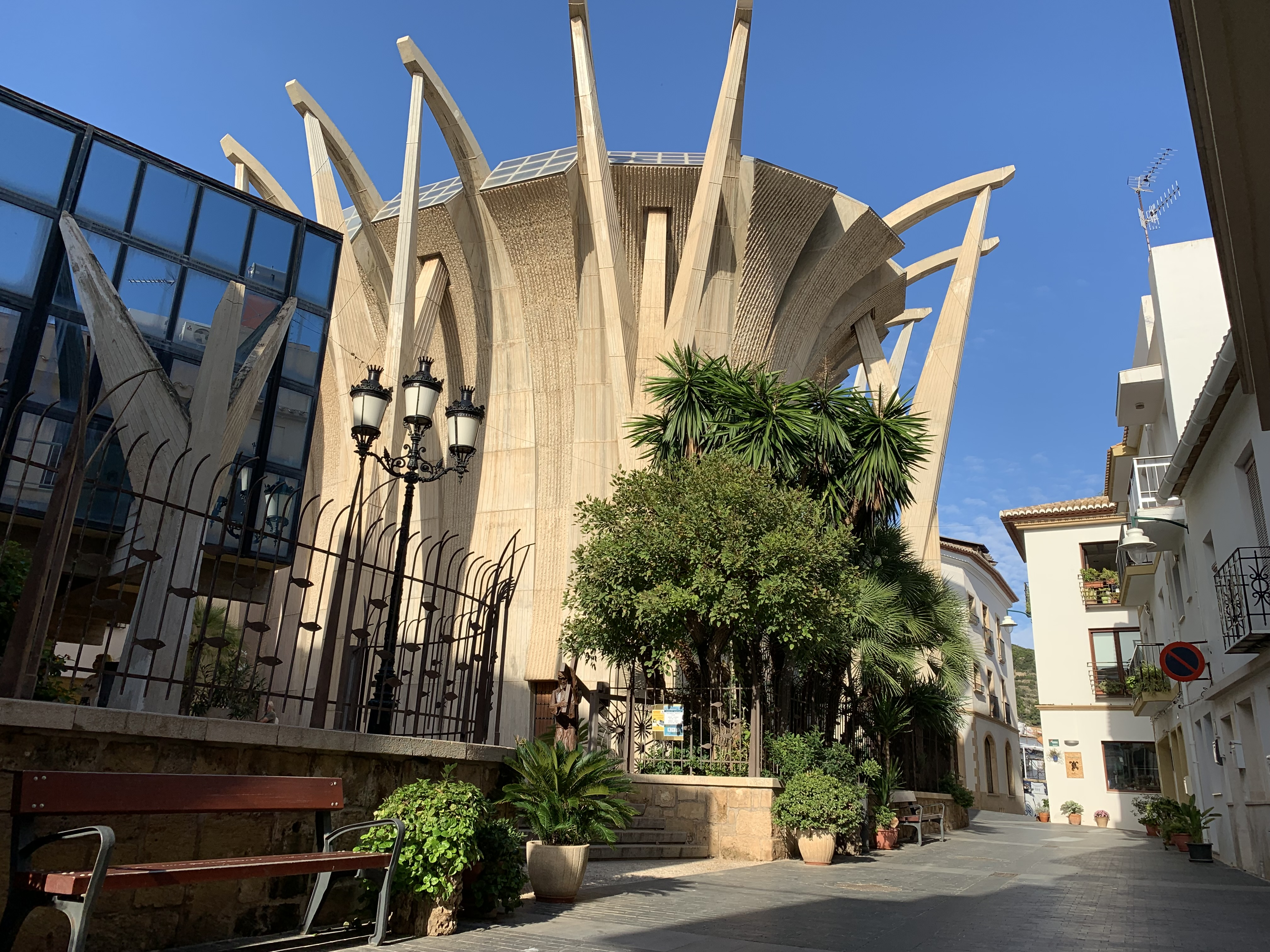
Iglesia de Loreto construida a mediados del

Se trata de una gran construcción de planta ovalada con muros sin esquinas que se abren al exterior terminando en pequeños lucernarios que permiten el ingreso de luz natural de forma cenital entre los que se alzan 12 esbeltos pilares en clara alegoría a los doce apóstoles o ángeles, estos sirven de soporte del muro de cierre inclinado y soporte de la estructura metálica del techo. La bóveda está realizada en madera de pino rojo y simula la quilla de un barco, representado la barca del pescador en clara referencia bíblica. La planta ovoide se complementa con la sección hiperbólica y el techo curvado asintóticamente. Es un ejemplo del brutalismo de formas y acabados y con lirismo en su simbolismo donde la bóveda celeste se ha sustituido por la superficie del mar.
El interior carece de ornamentación y se cubre con un gran Cristo crucificado, realizado por Esteve Edo, colgado sobre el altar mayor e iluminado de tal forma que crea sendas sombras en forma de cruz en los laterales. En la pared de fondo se ubica el sagrario, diseñado por el propio arquitecto principal del proyecto.
Bajo el altar mayor se abre una cripta columbario a la que se accede por sendas escalera laterales. Al lado izquierdo del altar se ubica la imagen de la Inmaculada, donación de la familia Cruañes, y a la derecha la imagen de Juan Bautista Sapena Devesa, el santeret, realizada en 1944.
El templo está declarado monumento artístico cultural. Posee el Premio Nacional de Arquitectura, recibido en 1969 y distintos reconocimientos como el de la Real Academia de Bellas Artes San Carlos de Valencia.
El diseño del edificio debe ser interpretado como la visión, desde el fondo del mar, de la quilla de la barca de la salvación que surca la superficie marina creando olas de luz blanca. La nave es alzada por los doce apóstoles y es una alegoría de “homenaje al maestro carpintero” que habría de levantar la iglesia y que no alcanzó a ver.
Junto al templo se alzan las dependencias parroquiales donde se ubican los despachos parroquiales y la Casa Abacial. Este edificio tiene en su fachada el mosaico El Crucificado, obra de la artista belga, Bibiane Stilmant realizada en 2003 con restos de cuerdas y redes. La Casa Abacial está formada por una serie de arcos que crean un pequeño claustro. En el muro de la iglesia hay varias placas conmemorativas y una pila bautismal realizada en piedra tosca por el tosquero de Xàbia, Vicente Bisquert.
A la entrada del templo, a modo de antesala, se encuentra la sacristía y el área de confesionarios. En una pared el sacrofago con los restos de Sor Catalina Bas La Basota quien en 1376 vivió en una cueva en el cabo de San Antonio y construyó una ermita en su honor.
Exento al templo se alza el campanario que se construyó después de la inauguración del templo. Es obra del primer párroco, Juan Celda, y tiene siete campanas alzadas sobre un entramado de columnas de hormigón armado.
Todas las instalaciones están cerradas por cerramiento metálico con elementos que recuerdan el mundo pesquero e historia de Jávea formado por peces y palmitos o margallons, obra de Antonio Marí, realizado en 2007.
- Monasterio de Nuestra Señora de los Ángeles también llamado monasterio de La Plana. Este monasterio situado sobre el núcleo urbano de Jávea en la transición del monte Montgó al cabo de San Antonio, data del siglo XIV. En 1374 el Papa Gregorio XI autorizó, tras la petición realizada por Francesc Massanet, Jaume d'Olentori y Jaume Joan Ivanyes, la construcción del monasterio de San Jerónimo con su ermita anexa que a la postre sería la ermita de Nuestra Señora de los Ángeles. El complejo monasterial se levantó en los terrenos cedidos por Alfonso de Aragón, conde de Dénia y contó con una docena de ermitaños de la orden de los Jerónimos que vivían en las vecinas cuevas de Santes. El monasterio fue objeto de muchos ataques de los piratas como el de 1388 que fue saqueado por los piratas argelinos de Bugía, mataron a varios monjes y secuestraron a tres que no volvieron al monasterio hasta 1392 cuando fueron rescatados por el duque de Gandía. Las instalaciones fueron abandonadas cuando se construyó otro monasterio cerca de Cotalba. Tres siglos después, en 1760, dos monjes construyeron una ermita en honor a la virgen de los Ángeles, al encontrarse por unos cazadores un lienzo con la figura de dicha virgen.

El conjunto mantuvo sus características originales hasta 1964 en que se construyeron unas nuevas instalaciones preservar los restos de la ermita original que había sido reparada en 1857 y en 1946. En 1994 se realizó una profunda remodelación de las instalaciones.
El edificio conservaba una sencilla puerta gótica que daba acceso al atrio donde se ubicaba el escudo de armas del duque Real de Gandía de estilo gótico. En 1962 se inició la remodelación integral de las instalaciones bajo proyecto del arquitecto José Manuel González Valcárcel que hizo desaparecer cualquier rastro anterior. En 1999 se ampliaron las instalaciones y se ubicó en ellas la Casa Diocesana de Espiritualidad Nuestra Señora de los Ángeles, que regenta una comunidad de seis monjas de la orden de Hijas de Santa María del Corazón de Jesús. El 2 de agosto se celebra las fiestas de la Virgen de los Ángeles o de La Plana.
- Convento de las Agustinas fue construido en el siglo XVII a raíz de una donación es proceso para ello realizada por Lluc Espanyol en 1616 con el nombre de Convent Mínim de Nostra Senyora de la Victòria i Sant Francesc de Paula. El complejo se construyó fuera de las murallas de la villa y fue el centro de un pequeño arrabal que desarrolló a su sombra. El claustro es de estilo renacentista y la iglesia, el otro elemento que destaca del conjunto, tiene una recta y vertical abierta a la plaza. En el siglo XIX fue desamortizado y pasó a depender del ayuntamiento en 1841 que lo dedicó a “escuelas, cátedra de latinidad, cárcel y pósito”. Destruido en 1936, el ayuntamiento lo cambió por el solar titularidad de las Agustinas Descalzas al lado de la iglesia parroquial para la construcción del mercado de abastos. En este solar, en 1946, se levantó un nuevo edificio que acogió a la comunidad religiosa hasta 2003.

- Ermitas, en el territorio municipal de Jávea hay varias ermitas que se han clasificado en dos grandes grupos por su época de construcción. Las llamadas "Ermitas de la conquista" fueron construidas entre los siglos XIV y XV. Son edificio de planta rectangular cubiertos a dos aguas con teja con el acceso ubicado en uno de los lados menores y enmarcado en una portada de sillares de piedra con arco de medio punto. El interior está dividido en dos o tres tramos separados por arcos de piedra. Al otro extremo de la puerta se ubica el altar donde está la imagen del titular de la misma. estas ermitas son:

Ermita de Pòpul dedicada a Jesús Pobre con pinturas Soler Blasco.
Ermita de San Juan se convirtió en capilla del antiguo cementerio en 1817.
Ermita de Santa Lucía y Santa Bárbara, que es el centro de la romería realizada en el 13 de diciembre en honor a Santa Lucía.
Ermita de San Antonio, ubicada en el mismo cabo de San Antonio, fue el templo de ascetas eremitas como Caterina Bas (Sor Bassota). Solo queda algún resto de su pavimento.
Por otro lado están las ermitas construidas en el siglo XVIII en el contexto de una época de crecimiento demográfico y económico de la población. Estos edificios, construidos mayoritariamente de forma privada y particular por las familias ricas, son templos de pequeñas dimensiones de planta rectangular y cubierta a dos aguas realizada en teja. ;La sacristía está añadida a uno de los lados o parte posterior. Los materiales constructivo son piedra viva, tosca, cal, yeso y ladrillo. Hay constancia que se construyeron seis de estos edificios, de ellos la ermita de San Jerónimo y San Vicente en les Cansalades ha desaparecido. El resto son:
San Antonio en Benitzaina. Privada.
San Hermenegildo en Cap Martí. Privada.
San Martín en Cap Martí. Privada.
Sant Sebastià en el Rebaldí. Privada.
Sant Jaume en els Julians. Privada.
Ermita del Santo Cristo del Calvario en la carretera de Denia. De propiedad municipal. Fue construida en 1770 y modificada entre 1849 y 1857. Tiene una fachada de grandes proporciones en la que destaca la combinación y superposición de diversas figuras geométricas. La planta es en cruz griega coronada por una cúpula sobre pechinas cubierta por tejas vidriadas en azul. Acoge la imagen de Jesús Nazareno.
Dentro del recinto urbano se conserva la capilla del antiguo hospital que fue construido en 1502. El templo está dedicado a Santa Anna y se ubica en el Carrer d'Avall. Es un edificio de estilo gótico de planta rectangular realizado en piedra tosca con una portada en arco de medio punto y sus naves cubiertas en bóveda de crucería.

### Entorno natural
Compartiendo terrenos entre los municipios de Jávea y Denia se encuentra el parque natural del Macizo del Montgó que tiene una superficie de 117,68 hectáreas y fue declarado parque natural por el gobierno valenciano el 16 de marzo de 1987. Forma parte del mismo está la Reserva Marina de cabo de San Antonio, forma parte del del Prebético y encontrando acantilados verticales que superan en algunas zonas los 150 m sobre el nivel del mar, a sus pies se encuentra la reserva marina del Cabo de San Antonio.

## El litoral

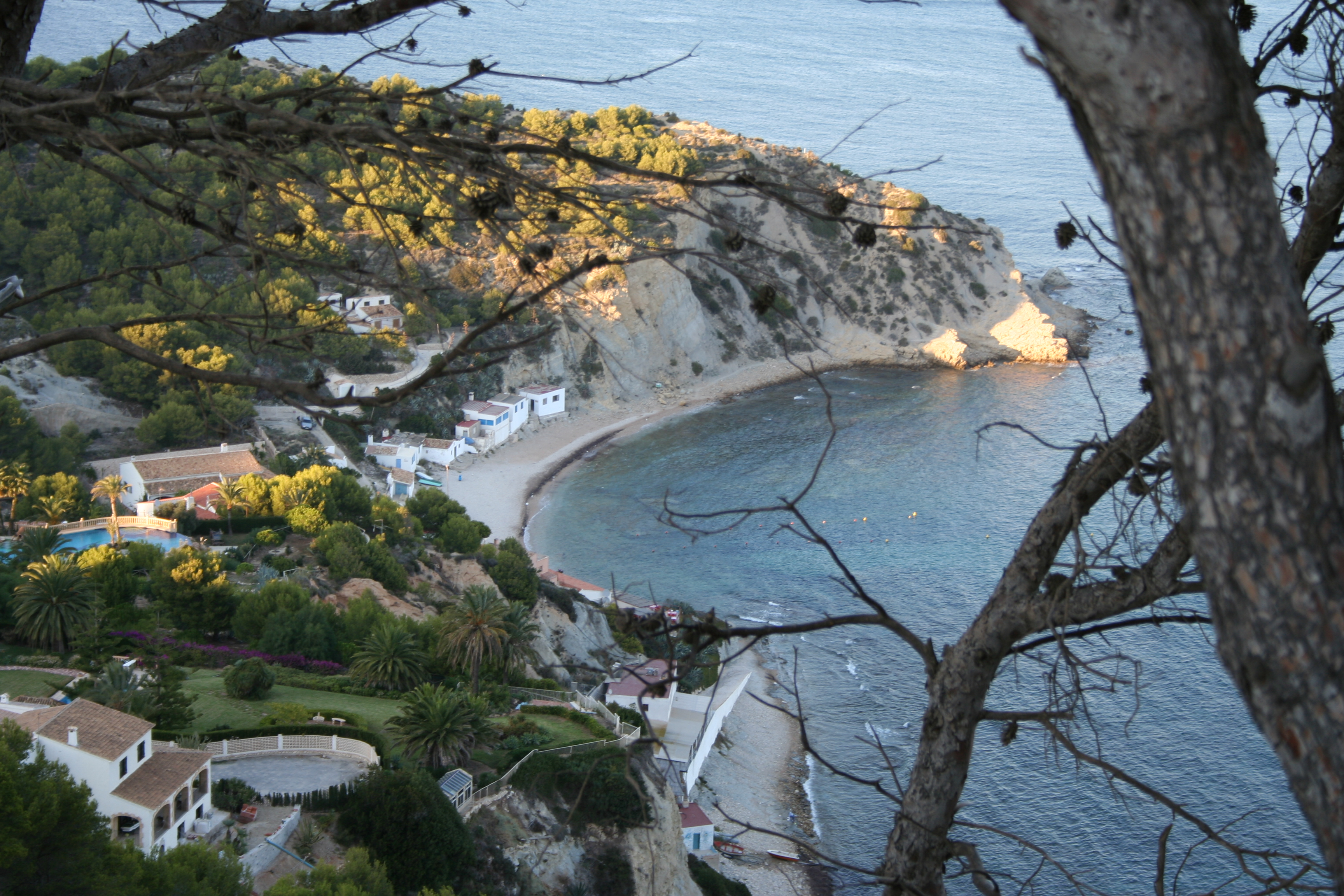
Playa de la Barraca

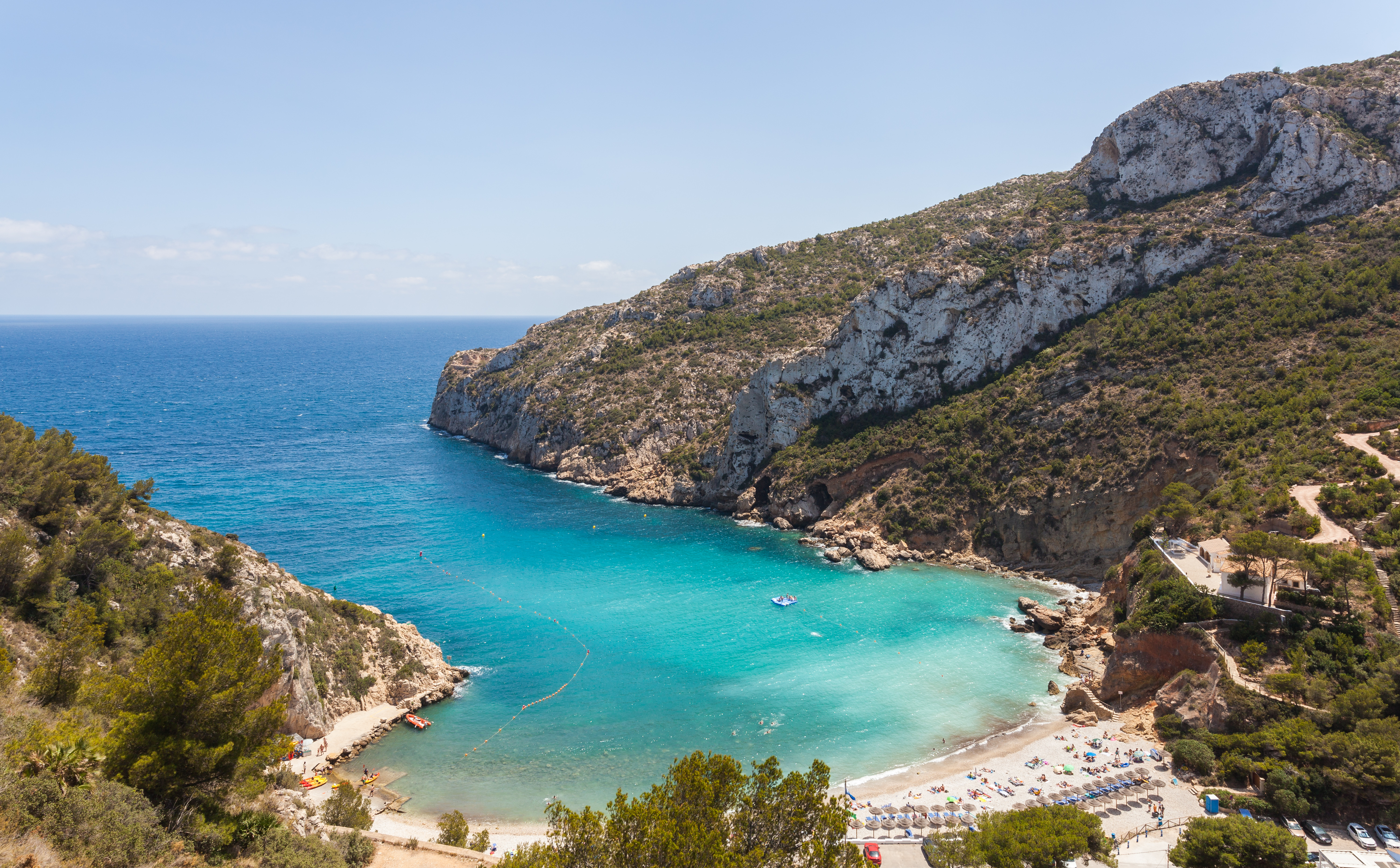
Cala de la Granadella

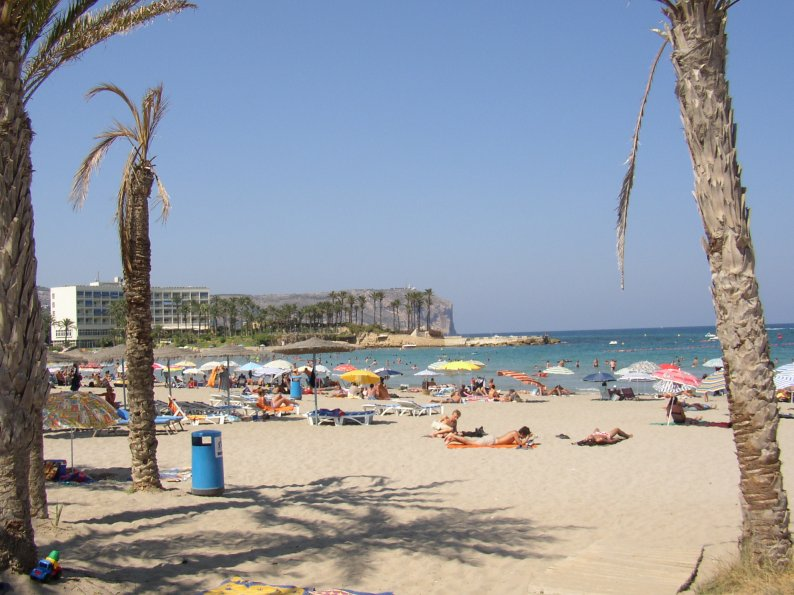
Playa del Arenal

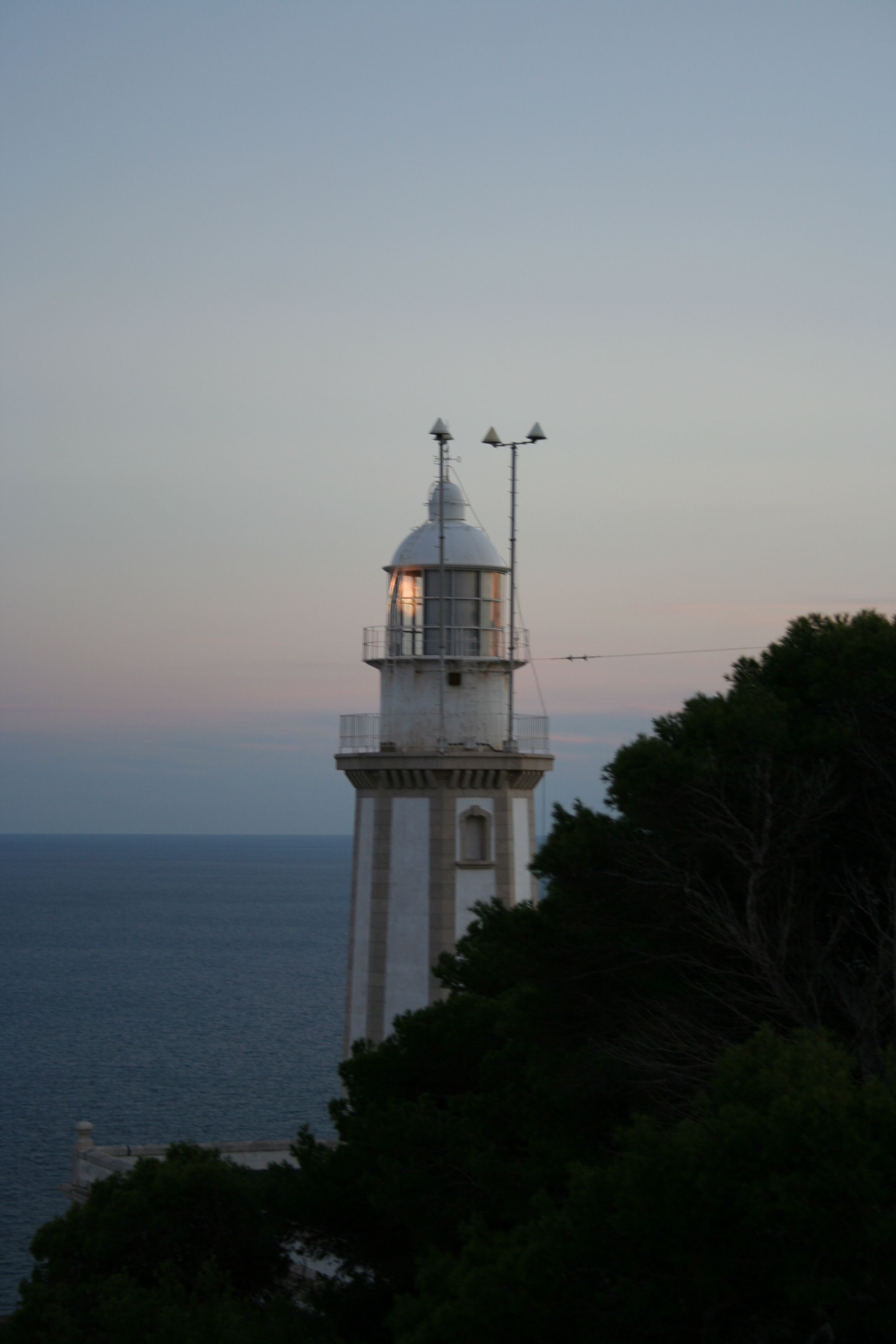
Faro del cabo de la Nao

Jávea se ubica en la bahía formada entre el cabo San Antonio al norte y el cabo San Martín al sur. La orilla de esta bahía está formada mayoritariamente por una plataforma baja de roca, de Toba calcárea conocida como piedra tosca, en la que se abren algunos espacios de playa de grava y, justo en el centro de la bahía, una playa de arena conocida como El Arenal. De norte a sur del litoral están los siguientes espacios:
- La cova Tallada, situada al lado del cabo de San Antonio, es una cueva que cuando se sale de ella tiene una playa pequeña.

- La cala de Pope situada al lado del puerto bajo las estribaciones del cabo San Antonio, debe su nombre a un pope que en tiempos remotos, iba a tomar el baño en dicha playa, ya que es una zona apartada de la vista de gente. Está formada de piedras de mediano tamaño, posee un restaurante cerca y a su derecha, yendo hacia el cabo, hay varias calas y recovecos donde se encuentra la cueva del "amor".

- La cala de Tangó está localizada en las inmediaciones a la de Pope.

- La Grava, extensión de playa de piedra mediana, que está situada a la derecha del puerto. Hay un paseo en su cabecera y bares situados a lo largo del paseo.

- El Benissero, extensión de la playa anterior, también formado por piedra mediana, posee una zona delimitada para windsurf, aparte de algún que otro chiringuito, también es lugar donde se instala el alquiler de motos acuáticas.

- El primer montañar o  Montanyar de Dalt es una playa íntegramente formada por tosca, es una zona idónea para hacer buceo debido a su gran depresión.

- El Arenal, la única playa de arena y por ello, la más famosa y visitada por la gente, es una zona de una extensión que no llega a 1 km de costa, de arena fina, limpia y cuidada.

- El segundo montañar o Montanyar de Baix al igual que el primero está formado totalmente por tosca, son algo más de 2 km de costa.

- Cala Blanca, pequeña playa en forma de concha rodeada de tosca y pequeña zona de grandes piedras.

- La segunda caleta es un poco más grande que la anterior, antiguamente se accedía a la playa descendiendo desde una cierta altitud ya que el camino empezaba a subirse hacia el Portichol y este, al cabo la Nao.

- Cala del francés, que recibe el nombre a causa de que esta cala lindaba la propiedad de un francés cuyos terrenos aún se extienden por la zona superior a dicha playa.

- Cala Sardinera, está al igual que la anterior es de acceso difícil, pudiendo descender desde la carretera a ella algo más de 1 kilómetro.

- La Barraca, playa de piedra grande y mediana, tiene la presencia de la isla del Portichol situada a varios decenas de metros de la costa, es un lugar idóneo para el buceo y allí, se encuentran algunas de las escuelas de buceo de Jávea.

- Cabo la Nao, una cala a la cual se puede acceder con barco o haciendo alpinismo utilizando las cuerdas y escaleras que utilizaban los antiguos pescadores.

- Playa nudista de Jávea es encuentra en la zona de Ambolo, ya pasando el cabo de la Nao, es una zona de grandes piedras y peñascos, idónea para ir desnudo pudiéndose ocultarse de las miradas aviesas de los curiosos que desde el promontorio del Ambolo van a echar un vistazo.

- Cala de la Granadella, playa limítrofe con Benitachell, que es una gran cala muy visitada por los turistas. Es de piedra mediana, grande, combinando unas dos pequeñas calas a la derecha y rocas a la izquierda donde la gente disfruta lanzándose desde ellas. Esta playa fue elegida mejor playa de España 2012.

## Festividades
Actualmente las fiestas que se realizan al año son:
- Festividad de San Antón, se celebra el 17 de enero, donde se realiza la tradicional bendición de animales en la parroquia del Mar y en el pueblo.
- Festividad de San Sebastián, patrón de Jávea, 20 de enero.
- Carnaval: Aunque es una festividad impropia del territorio, a la par que reciente, se realizan pasacalles con la gente disfrazada a su gusto, con celebración de verbenas y concursos.
- Pascua: tras los días correspondientes a la pasión y muerte de Jesús (Semana Santa), es costumbre en toda la Comunidad Valenciana, el Lunes de Pascua, o segundo día de Pascua, que la gente salga en familia al campo o a la playa a comerse la "mona" (una especie de pan dulce quemado), a volar la cometa.
- San Vicente Ferrer: La festividad de San Vicente Ferrer, patrón de la Comunidad Valenciana, se celebra el lunes siguiente del Lunes de Pascua, sin tener fecha fija ya que depende de la variabilidad de la Semana Santa.
- Subida de Jesús Nazareno: Si bien San Bartolomé es el titular de la parroquia y San Sebastián es el Patrón de Jávea, Jesús Nazareno es el alcalde perpetuo de Jávea y titular de las fiestas mayores del pueblo. Su imagen permanece durante casi todo el año en la ermita del Calvario, pequeño templo visible sobre el pueblo, con su cúpula de color azul junto a la carretera de Jávea a Denia por La Plana (a través del Montgó y el cabo San Antonio). El Tercer domingo de Cuaresma, se realiza su bajada en procesión, y se deposita en la iglesia de San Bartolomé, donde es venerado hasta el 3 de mayo, fiesta local de Jesús Nazareno, cuando vuelve de nuevo a la ermita terminando la procesión por la noche con lanzamiento de un castillo de fuegos artificiales. Los días anteriores se celebran varios concursos y eventos de carácter público y popular, destacando las cruces del 2 de mayo, donde los vecinos de calles enteras colaboran para crear una cruz, generalmente formada de flores que luego son premiadas según su elaboración, originalidad y belleza.
- San Juan: se celebran a finales del mes de junio, concretamente el día 24, San Juan, que son las Hogueras de San Juan, con al menos 15 días previos de pequeños eventos paralelos, siendo los últimos 5 días antes del 24 los principales de las fiestas, con pasacalles, ofrenda de flores, cabalgatas, etc. cuyos protagonistas son los quintos de ese mismo año.
- Moros y cristianos: Aunque no es una fiesta tradicional local, sí se ha extendido su práctica desde hace años, creciendo su importancia al coincidir con la temporada turística. Se celebra durante la tercera semana de julio en la zona del puerto, donde se abren los cuarteles de los moros y cristianos, realizando eventos públicos, terminando en pasacalles mostrando las diferentes bandas de moros y cristianos. Con esto se pretende recrear una historia ocurrida en siglos pasados con "escenas" como la invasión mora mediante un desembarco en la playa disparando arcabuces o tomando el castillo cristiano que presenta su rendición por medio de su capitán, cada año una comparsa o cuartel diferente, y después se realiza un desfile Moro con todas las comparsas moras. Finalmente, el castillo sufre la reconquista de los cristianos, celebrando después la victoria con otro pasacalle, esta vez, con las tropas cristianas.
- Ajedrez Viviente: se celebra en la explanada del puerto de Jávea el último sábado del mes de julio. Se trata de un acto festivo que se tuvo lugar por primera vez en 1996 como actividad dentro del programa de las fiestas de la Virgen de Loreto, y que dada la acogida popular sigue celebrándose anualmente en la actualidad. Consiste en la representación teatral de una obra, cada año centrada en un tema, en el contexto de una partida de ajedrez por parte de niños y niñas que encarnan diversos personajes, que son las propias piezas de ajedrez. Ha sido declarada Fiesta de Interés Turístico Nacional y está en trámites la misma declaración a nivel Internacional. Es igualmente destacable que ha sido representada de manera extraordinaria en Thiviers (Francia), Morelia (México), Vitoria, Linares y Alcoy.
- Virgen de Loreto: Fiesta mayor del barrio de Duanes de la Mar (o Puerto) que se celebra desde la última semana de agosto hasta el día 8 de septiembre. Destacan los festejos de Bous a la Mar, modalidad de fiesta taurina peculiar.
- Santa Lucía: fiesta que se celebra el 13 de diciembre y que consiste en subirse a la ermita de santa Lucía situada sobre un montículo cerca del calvario, donde se ofrece a los llegan un chocolate caliente.

Otras fiestas de menor relevancia celebradas en Jávea son Santa Cecilia, patrona de los músicos, el 22 de noviembre; Nuestra Señora del Carmen, patrona de los marineros, el 16 de julio, con la tradicional procesión marinera; Nuestra Señora de los Ángeles, el 2 de agosto en Las Planas (Cabo San Antonio) donde se encuentra el monasterio con el nombre de esta advocación.

## Hermanamientos
- Thiviers (Francia)
- Palmela (Portugal)